# فرانك كونور (سياسي)
فرانك كونور (بالإنجليزية: Frank Connor)‏ هو سياسي أمريكي، ولد في 30 سبتمبر 1916 في سياتل في الولايات المتحدة، وتوفي في أبريل 1982.